# Oradour (Cantal)
Oradour era una comuna francesa situada en el departamento de Cantal, de la región de Auvernia-Ródano-Alpes, que el 1 de enero de 2017 pasó a ser una comuna delegada de la comuna nueva de Neuvéglise-sur-Truyère al fusionarse con las comunas de Lavastrie, Neuvéglise y Sériers.

## Demografía
| Gráfica de evolución demográfica de Oradour entre 1800 y 2014 |
|                                                               |

Los datos demográficos contemplados en este gráfico de la comuna de Oradour se han cogido de 1800 a 1999 de la página francesa EHESS/Cassini, y los demás datos de la página del INSEE.